# کنزورث
کنزورث (به انگلیسی: Kensworth) یک روستا و محله مدنی در بریتانیا است که در Central Bedfordshire واقع شده‌است. کنزورث ۱٬۴۵۵ نفر جمعیت دارد.